# Finale del campionato europeo maschile di calcio 1976
La finale del campionato europeo di calcio 1976 si tenne il 20 giugno 1976 allo stadio Stella Rossa di Belgrado, in Jugoslavia, tra le nazionali di Germania Ovest e di Cecoslovacchia; quest'ultima vinse il titolo 5-3 ai tiri di rigore, dopo aver terminato la partita in parità 2-2 dopo i tempi supplementari.
La gara è ricordata anche per il colpo a cucchiaio con il quale Antonín Panenka, nell'epilogo dal dischetto, calciò il rigore decisivo per la Cecoslovacchia, contro il portiere Sepp Maier.

## Le squadre
| Squadra        | Finali disputate in precedenza (il grassetto indica la vittoria) |
| -------------- | ---------------------------------------------------------------- |
| Cecoslovacchia | Nessuna                                                          |
| Germania Ovest | 1 (1972)                                                         |

## Antefatti
Nel percorso di qualificazione la Cecoslovacchia aveva incassato un 3-0 dall'Inghilterra, poi superata in classifica. Nei quarti di finale, la Cecoslovacchia si sbarazzò dell'Unione Sovietica (4-2 totale)
I risultati recenti additavano i tedeschi come favoriti, considerando le vittorie al campionato d'Europa 1972 e al campionato del mondo 1974: ai suddetti tornei i cechi, per altro, non avevano neppure partecipato. La Germania, aveva chiuso imbattuta il proprio girone con 9 punti. Nei quarti di finale i tedeschi fecero fuori la Spagna (3-1 complessivo).

## Cammino verso la finale
Le avversarie di Cecoslovacchia e Germania Ovest nelle semifinali furono Paesi Bassi (vicecampioni del mondo) e Jugoslavia, entrambe sconfitte ai supplementari (rispettivamente per 3-1 e 4-2).

### Tabella riassuntiva del percorso
Note: In ogni risultato sottostante, il punteggio della finalista è menzionato per primo.
| Cecoslovacchia | Cecoslovacchia | Cecoslovacchia | Cecoslovacchia | Turno                       | Germania Ovest | Germania Ovest | Germania Ovest | Germania Ovest |
| -------------- | -------------- | -------------- | -------------- | --------------------------- | -------------- | -------------- | -------------- | -------------- |
| Avversario     | Risultato      | Risultato      | Risultato      | Fase a eliminazione diretta | Avversario     | Risultato      | Risultato      | Risultato      |
| Paesi Bassi    | 3-1 (dts)      | 3-1 (dts)      | 3-1 (dts)      | Semifinali                  | Jugoslavia     | 4-2 (dts)      | 4-2 (dts)      | 4-2 (dts)      |

## Tabellino
| Arbitro: | Gonella |

|                                      |                      |                               |
| Švehlík 8’ Dobiaš 25’                | Marcatori            | 28’ D. Müller 89’ Hölzenbein  |
| Masný Nehoda Ondruš Jurkemik Panenka | Tiri di rigore 5 – 3 | Bonhof Flohe Bongartz Hoeness |

| Cecoslovacchia | Germania Ovest |

| Cecoslovacchia (4-4-2) |    |                   |     |     |
|                        |    |                   |     |     |
| P                      | 1  | Ivo Viktor        |     |     |
| D                      | 5  | Ján Pivarník      |     |     |
| D                      | 3  | Jozef Čapkovič    |     |     |
| D                      | 4  | Anton Ondruš      |     |     |
| D                      | 12 | Koloman Gögh      |     |     |
| C                      | 8  | Jozef Móder       | 59’ |     |
| C                      | 2  | Karol Dobiaš      | 55’ | 94’ |
| C                      | 7  | Antonín Panenka   |     |     |
| C                      | 10 | Marián Masný      |     |     |
| A                      | 17 | Ján Švehlík       |     | 79’ |
| A                      | 11 | Zdeněk Nehoda     |     |     |
| Sostituzioni:          |    |                   |     |     |
| D                      | 6  | Ladislav Jurkemik |     | 79’ |
| C                      | 16 | František Veselý  |     | 94’ |
| CT:                    |    |                   |     |     |
| Václav Ježek           |    |                   |     |     |

| Germania Ovest (4-3-3) |    |                          |  |     |
|                        |    |                          |  |     |
| P                      | 1  | Sepp Maier               |  |     |
| D                      | 2  | Berti Vogts              |  |     |
| D                      | 5  | Franz Beckenbauer        |  |     |
| D                      | 4  | Hans-Georg Schwarzenbeck |  |     |
| D                      | 3  | Bernard Dietz            |  |     |
| C                      | 6  | Herbert Wimmer           |  | 46’ |
| C                      | 10 | Erich Beer               |  | 80’ |
| C                      | 7  | Rainer Bonhof            |  |     |
| A                      | 8  | Uli Hoeneß               |  |     |
| A                      | 9  | Dieter Müller            |  |     |
| A                      | 11 | Bernd Hölzenbein         |  |     |
| Sostituzioni:          |    |                          |  |     |
| C                      | 15 | Heinz Flohe              |  | 46’ |
| C                      | 14 | Hans Bongartz            |  | 80’ |
| CT:                    |    |                          |  |     |
| Helmut Schön           |    |                          |  |     |